# Loi de la cryométrie

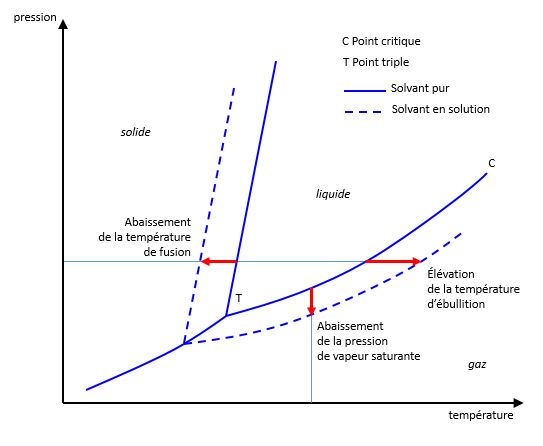
Diagramme de phases d'un solvant pur (courbes pleines) et du même solvant en présence d'un soluté (pointillés). Les propriétés colligatives se traduisent par un déplacement des courbes d'équilibre solide-liquide et gaz-liquide.

En chimie physique, la loi de la cryométrie permet de quantifier l'abaissement de la température de fusion d'un solvant en fonction de la quantité de soluté ajouté.
Elle est, avec la loi de la tonométrie et la loi de l'ébulliométrie, l'une des trois lois énoncées à partir de 1878 par François-Marie Raoult concernant les propriétés colligatives d'une solution chimique liquide. Avec la loi de l'osmométrie, énoncée par Jacobus Henricus van 't Hoff en 1896 et concernant le phénomène de l'osmose, ces lois ont notamment permis d'établir des méthodes de détermination expérimentale de la masse molaire des espèces chimiques.
Remarques
Lorsque l'on parle des lois de Raoult (au pluriel), on fait généralement allusion aux trois lois évoquées ci-dessus qu'il ne faut pas confondre avec la loi de Raoult (au singulier) concernant les équilibres liquide-vapeur idéaux.
Dans le monde anglo-saxon, cette loi est appelée loi de Blagden, du nom du chimiste Charles Blagden, assistant de Henry Cavendish, qui l'a mise en évidence expérimentalement dès 1788 sur des solutions aqueuses. Raoult généralisa cette loi, notamment en étudiant des solutions organiques.

## Énoncé de la loi

### Cas général

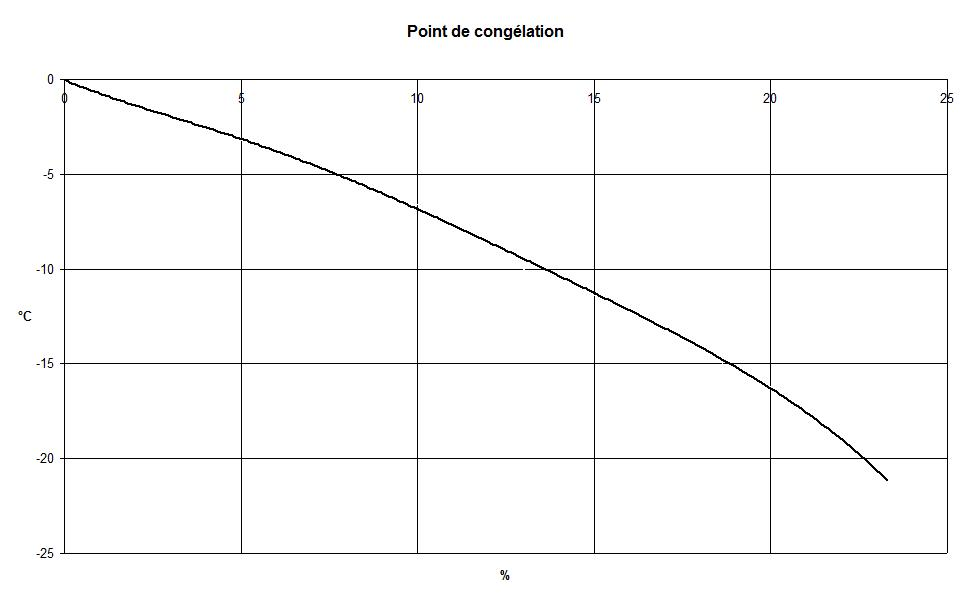
Température de fusion (congélation) d'une saumure de chlorure de sodium en fonction du pourcentage massique de sel dissout.
L'eau pure se solidifie à 0 °C, cette température décroît avec une augmentation de la concentration en sel. En raison de l'hypothèse de la solution idéale, la loi de la cryométrie n'est vraie qu'aux faibles concentrations, lorsque la courbe est approximativement linéaire. Aux fortes concentrations le mélange perd son comportement idéal et la loi ne s'applique plus sous cette forme.

Lorsque l'on considère un solvant {\displaystyle s} contenant un soluté {\displaystyle \sigma }, la température de solidification du solvant avec le soluté est plus basse que la température de solidification du solvant seul. La loi de la cryométrie s'énonce ainsi :
« L'abaissement de la température de solidification est proportionnel à la fraction molaire du soluté. »
Soit (en remarquant que pour un corps pur la température de solidification - ou température de congélation - est égale à la température de fusion) :
| Loi de la cryométrie : {\displaystyle \Delta T_{\text{fus}}=K_{\text{cry}}\cdot x_{\sigma }} |

avec :
- {\displaystyle \Delta T_{\text{fus}}} l'abaissement de la température de fusion du solvant (en K) ;
- {\displaystyle K_{\text{cry}}} la constante cryoscopique du solvant (en K) ;
- {\displaystyle x_{\sigma }} la fraction molaire du soluté (en mol/mol).

La constante cryoscopique ne dépend que des propriétés du solvant :
avec :
- {\displaystyle R} la constante universelle des gaz parfaits (en J/(K·mol)) ;
- {\displaystyle T_{\text{fus}}} la température de fusion du solvant pur (en K) ;
- {\displaystyle \Delta _{\text{fus}}H} l'enthalpie de fusion du solvant pur à {\displaystyle T_{\text{fus}}} (en J/mol).

Sous cette forme, la constante cryoscopique a la dimension d'une température, elle s'exprime en kelvins (K).
Autrement dit, à pression constante, la température de fusion {\displaystyle T_{\text{fus}}} du solvant pur passe à {\displaystyle T=T_{\text{fus}}-\Delta T_{\text{fus}}} en présence d'un soluté. L'enthalpie de fusion étant une grandeur positive, la constante cryoscopique est positive. Ainsi l'ajout d'un soluté fait-il diminuer la température de fusion du solvant à pression constante ({\displaystyle \Delta T_{\text{fus}}>0}, soit {\displaystyle T<T_{\text{fus}}}).
La loi de la cryométrie a été établie expérimentalement, mais elle peut se démontrer théoriquement. Cette loi n'est valable que sous les hypothèses suivantes :
- la quantité de soluté est négligeable devant celle du solvant dans la solution liquide ;
- la solution liquide se comporte comme une solution idéale ;
- la phase solide peut être considérée comme constituée de solvant pur, le soluté et le solvant n'étant pas miscibles en phase solide.

La loi de la cryométrie est une approximation aux faibles concentrations de l'équation de Schröder-van Laar qui peut être appliquée à des concentrations plus importantes.

### En fonction de la molalité
La loi de la cryométrie est souvent exprimée en fonction de la molalité {\displaystyle b_{\sigma }} du soluté, qui représente la quantité de soluté pour 1 kg de solvant (en mol/kg) :
La constante cryoscopique vaut alors :
avec {\displaystyle M_{s}} la masse molaire du solvant (en g/mol). Sous cette forme, la constante cryoscopique s'exprime en K·kg/mol, elle ne dépend toujours que des propriétés du solvant pur.

### Pour un soluté dissociatif
Si le soluté se dissocie dans la solution liquide, comme un sel se dissociant en ions, l'expression de la loi est modifiée par le facteur de van 't Hoff {\displaystyle i} :
La constante {\displaystyle K_{\text{cry}}^{\prime }}, elle, n'est pas modifiée.

## Démonstration

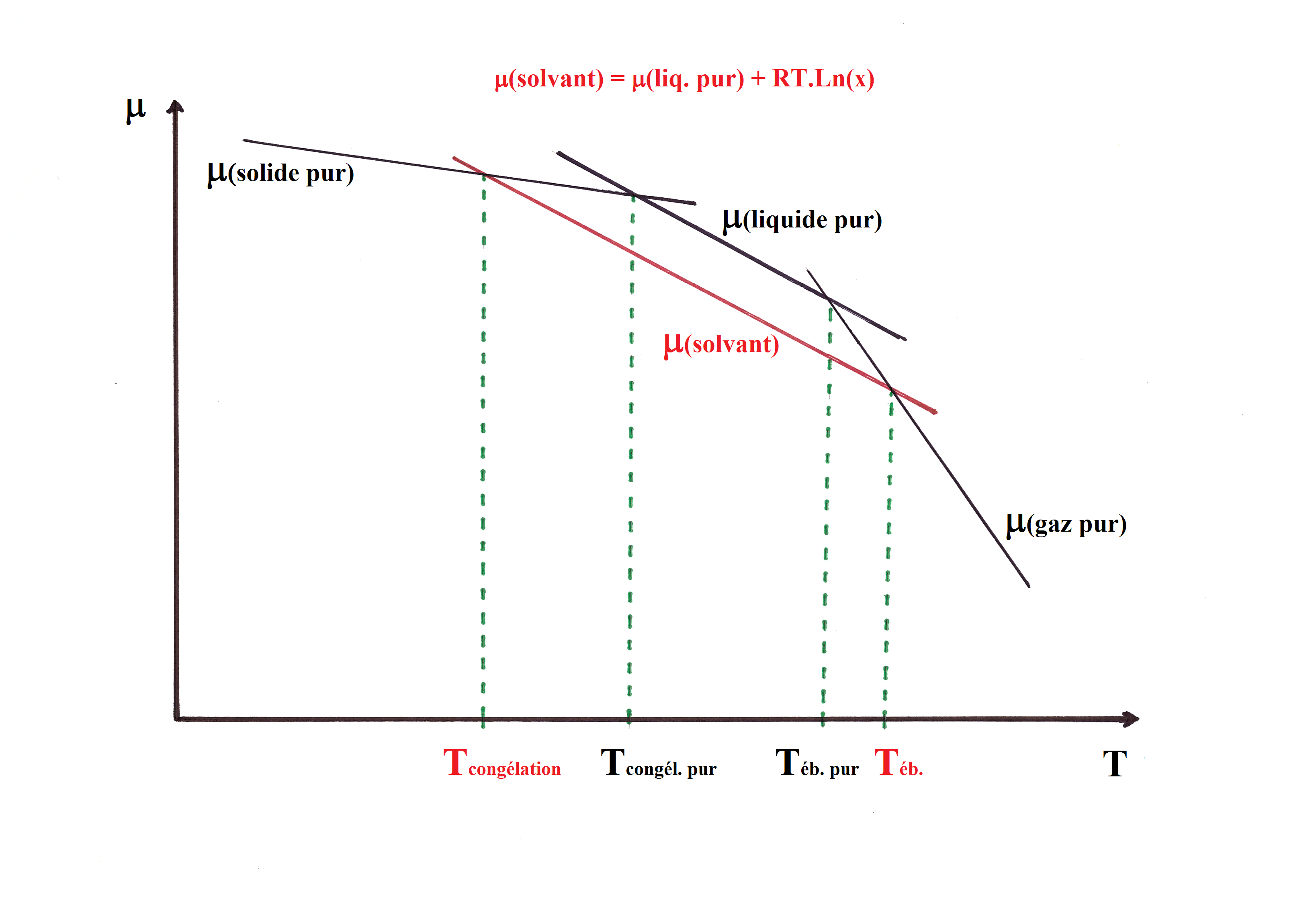
Évolution du potentiel chimique du solvant en fonction de la température. La présence du soluté diminue le potentiel chimique du solvant liquide, ce qui augmente sa température d'ébullition et diminue sa température de fusion (congélation).

Pour un solvant pur au point de fusion, à sa température de fusion {\displaystyle T_{\text{fus}}}, on a l'égalité des potentiels chimiques des deux phases solide et liquide :
(1) {\displaystyle \mu ^{\text{s,*}}\!\left(T_{\text{fus}}\right)=\mu ^{\text{l,*}}\!\left(T_{\text{fus}}\right)}
avec :
- {\displaystyle \mu ^{\text{s,*}}} le potentiel chimique en phase solide pur ;
- {\displaystyle \mu ^{\text{l,*}}} le potentiel chimique en phase liquide pur.

On introduit, à pression constante, un soluté dans le solvant liquide. La température de fusion du solvant est modifiée et devient {\displaystyle T}. Le potentiel chimique du solvant en phase liquide idéale {\displaystyle \mu ^{\text{l}}} s'écrit, avec {\displaystyle x_{s}} la fraction molaire du solvant dans cette phase :
{\displaystyle \mu ^{\text{l}}\!\left(T\right)=\mu ^{\text{l,*}}\!\left(T\right)+RT\,\ln x_{s}}
On considère qu'en phase solide le solvant est le seul constituant. Au nouvel équilibre de phases on a toujours l'égalité des potentiels chimiques :
{\displaystyle \mu ^{\text{s,*}}\!\left(T\right)=\mu ^{\text{l}}\!\left(T\right)}
on a donc :
(2) {\displaystyle \mu ^{\text{s,*}}\!\left(T\right)=\mu ^{\text{l,*}}\!\left(T\right)+RT\,\ln x_{s}}
En soustrayant les termes de la relation (1) dans la relation (2) on a :
(3) {\displaystyle \mu ^{\text{s,*}}\!\left(T\right)-\mu ^{\text{s,*}}\!\left(T_{\text{fus}}\right)=\mu ^{\text{l,*}}\!\left(T\right)-\mu ^{\text{l,*}}\!\left(T_{\text{fus}}\right)+RT\,\ln x_{s}}
La relation de Gibbs-Duhem donne la variation du potentiel chimique du solvant pur à pression constante :
{\displaystyle \mathrm {d} \mu ^{*}=-{\bar {S}}^{*}\,\mathrm {d} T}
avec {\displaystyle {\bar {S}}^{*}} l'entropie molaire du solvant pur. On peut donc intégrer, en considérant une faible variation de température sur laquelle l'entropie molaire peut être considérée comme constante :
{\displaystyle \int _{T_{\text{fus}}}^{T}\mathrm {d} \mu ^{*}=-{\bar {S}}^{*}\int _{T_{\text{fus}}}^{T}\mathrm {d} T}
{\displaystyle \mu ^{*}\!\left(T\right)-\mu ^{*}\!\left(T_{\text{fus}}\right)=-{\bar {S}}^{*}\cdot \left(T-T_{\text{fus}}\right)}
On peut par conséquent réécrire la relation (3) :
{\displaystyle -{\bar {S}}^{\text{s,*}}\cdot \left(T-T_{\text{fus}}\right)=-{\bar {S}}^{\text{l,*}}\cdot \left(T-T_{\text{fus}}\right)+RT\,\ln x_{s}}
{\displaystyle -\left({\bar {S}}^{\text{s,*}}-{\bar {S}}^{\text{l,*}}\right)\cdot \left(T-T_{\text{fus}}\right)=RT\,\ln x_{s}}
avec {\displaystyle {\bar {S}}^{\text{s,*}}} et {\displaystyle {\bar {S}}^{\text{l,*}}} les entropies molaires respectives du solvant pur solide et liquide. En introduisant {\displaystyle \Delta _{\text{fus}}H=T_{\text{fus}}\cdot \left({\bar {S}}^{\text{l,*}}-{\bar {S}}^{\text{s,*}}\right)} l'enthalpie de fusion du solvant :
{\displaystyle \Delta _{\text{fus}}H\cdot \left(T-T_{\text{fus}}\right)=RT_{\text{fus}}T\,\ln x_{s}}
Soit {\displaystyle x_{\sigma }=1-x_{s}} la fraction molaire du soluté. Puisque {\displaystyle x_{\sigma }\approx 0}, alors {\displaystyle \ln x_{s}=\ln \!\left(1-x_{\sigma }\right)\approx -x_{\sigma }} par développement limité. Ainsi :
{\displaystyle \Delta _{\text{fus}}H\cdot \left(T-T_{\text{fus}}\right)\approx -RT_{\text{fus}}T\,x_{\sigma }}
{\displaystyle T_{\text{fus}}-T={RT_{\text{fus}}T \over \Delta _{\text{fus}}H}x_{\sigma }}
en considérant que {\displaystyle T\approx T_{\text{fus}}} on a :
{\displaystyle T_{\text{fus}}-T={R\,{T_{\text{fus}}}^{2} \over \Delta _{\text{fus}}H}x_{\sigma }}
On obtient finalement la loi de la cryométrie :

## Applications

### Cryométrie, détermination de la masse molaire du soluté
La cryométrie est une technique permettant de déterminer la masse molaire d'un soluté.
On introduit une masse {\displaystyle m_{\sigma }} de soluté dans une masse {\displaystyle m_{s}} de solvant, on mesure la baisse {\displaystyle \Delta T_{\text{fus}}} de la température de fusion du solvant.
La masse molaire {\displaystyle M_{\sigma }} du soluté, en g/mol, est obtenue selon :
Pour rappel, cette formule n'est valable que si la quantité de soluté est négligeable devant celle du solvant ({\displaystyle m_{\sigma }\ll m_{s}}).
Exemple
10,10 g de vanilline sont dissouts dans 500 g d'eau. La température de fusion de l'eau passe de 0 °C à −0,247 °C. La constante cryoscopique molale de l'eau est de 1,86 °C·kg/mol. L'abaissement de la température de fusion de l'eau vaut :
{\displaystyle \Delta T_{\text{fus}}=0-\left(-0{,}247\right)=0{,}247\,{\mathsf {\text{°C}}}}
La masse molaire de la vanilline est de :
{\displaystyle M_{\text{vanilline}}=1000{1{,}86 \over 0{,}247}{10{,}10 \over 500}=152{,}11\,{\mathsf {\text{g/mol}}}}

### Constante cryoscopique
Le tableau suivant donne les constantes cryoscopiques de quelques solvants d'usage courant.
Note : un écart de température de 1 K étant égal à un écart de 1 °C, la constante cryoscopique peut indifféremment s'exprimer en K·kg/mol ou en °C·kg/mol.
| Solvant                  | Constante cryoscopique molale {\displaystyle K_{\text{cry}}^{\prime }} (K·kg/mol) | Température de fusion {\displaystyle T_{\text{fus}}} (°C) |
| ------------------------ | --------------------------------------------------------------------------------- | --------------------------------------------------------- |
| Acide acétique           | 3,90 - 3,63                                                                       | 16,64                                                     |
| Benzène                  | 5,12 - 5,07                                                                       | 5,5                                                       |
| Camphre                  | 40 - 37,80                                                                        | 180                                                       |
| Disulfure de carbone     | 3,8                                                                               | -111                                                      |
| Tétrachlorure de carbone | 30                                                                                | -23                                                       |
| Naphtalène               | 6,94                                                                              | 80,2                                                      |
| Phénol                   | 7,27 - 6,84                                                                       | 43                                                        |
| Eau                      | 1,86                                                                              | 0                                                         |
| Chloroforme              | 4,68                                                                              | -64                                                       |
| Cyclohexane              | 20,80                                                                             | 6,47                                                      |
| Éthanol                  | 1,99                                                                              | -114                                                      |
| Nitrobenzène             | 6,87                                                                              | 6                                                         |

### Salage des routes, fluides frigoporteurs
Cette propriété colligative est utilisée par exemple en hiver lorsque les routes sont salées : l'épandage de sel fait fondre la neige en dessous de sa température de fusion normale. Les antigels sont des mélanges d'eau et de produits organiques (souvent des composés hydroxylés - alcool ou glycole), permettant également d'abaisser la température de fusion de l'eau.
Dans l'industrie, des saumures sont utilisées comme fluides frigoporteurs : des températures jusqu'à −55 °C peuvent être obtenues avec le chlorure de calcium CaCl2, le chlorure de sodium NaCl ne permet pas de descendre en dessous de −21,2 °C. Des eaux carbonatées, glycolées ou ammoniaquées sont aussi employées. Le tableau suivant donne la concentration en sel nécessaire pour obtenir une température de fusion d'une saumure de −40 °C.
| Sel                    | Concentration massique (%) |
| ---------------------- | -------------------------- |
| Chlorure de calcium    | 25,7                       |
| Chlorure de magnésium  | 20                         |
| Carbonate de potassium | 37                         |
| Acétate de potassium   | 39                         |
| Formate de potassium   | 41                         |